# Tarek Yehia
Tarek Yehia Fouad Abdelazim (in arabo طارق يحيي فؤاد عبد العظيم‎?; Minya, 18 maggio 1987) è un sollevatore egiziano che gareggia nella categoria dei pesi massimi leggeri (fino a 85 kg.), dopo essere stato impegnato anche in categorie inferiori.
Ha partecipato alle Olimpiadi di Pechino 2008 nei pesi leggeri e di Londra 2012 nei pesi massimi leggeri.

## Carriera
Ha partecipato alle Olimpiadi di Pechino 2008 nella categoria dei pesi leggeri (fino a 69 kg.), terminando la gara al nono posto.
Ai Campionati mondiali di Antalya 2010 ha vinto la medaglia di bronzo nei pesi medi (fino a 77 kg.) con 356 kg., battuto dall'armeno Tigran Gevorg Martirosyan (373 kg.) e dal cinese Lu Xiaojun (370 kg.).
Il suo più importante risultato è stata la medaglia di bronzo alle Olimpiadi di Londra 2012 nei pesi massimi leggeri. Ha ricevuto questa medaglia dopo che il russo Apti Auchadov, secondo classificato nella gara olimpica, è stato squalificato per doping in seguito ad un ulteriore controllo, e pertanto Abdelazim è stato avanzato dal quarto al terzo posto.
Abdelazim ha vinto anche la medaglia d'oro ai Giochi del Mediterraneo di Mersin 2013 nei pesi massimi leggeri sia nella prova di strappo, sia nella prova di slancio.
Ai Campionati africani di sollevamento pesi si è classificato al 2º posto nei pesi leggeri nell'edizione del 2008.

## Palmarès
- Giochi olimpici

Londra 2012: bronzo nei 85 kg.
- Mondiali

Antalya 2010: bronzo nei 77 kg.
- Giochi del Mediterraneo

Mersin 2013: oro negli 85kg, sia nello strappo che nello slancio.